# Rafał Gawin
Rafał Gawin (ur. 22 kwietnia 1984 w Łodzi) – polski poeta, krytyk literacki, korektor i redaktor Kwartalnika Artystyczno-Literackiego „Arterie”, redaktor serwisu Poezja Polska.
Nominowany do nagrody głównej i laureat nagrody publiczności w Ogólnopolskim Konkursie Poetyckim im. Jacka Bierezina (2007). W latach 2006 i 2007 uzyskał drugą nagrodę, a w 2009 – pierwszą w Turnieju Jednego Wiersza o Czekan Jacka Bierezina. Laureat głównej nagrody V Ogólnopolskiego Konkursu Poetyckiego im. Tadeusza Sułkowskiego. Wybrany przez Karola Maliszewskiego do projektu Biura Literackiego Połów.
Wydał arkusz Przymiarki (2009) i książkę poetycką WYCIECZKI OSOBISTE / CODE OF CHANGE (2011), opublikowaną w wersji dwujęzycznej, także w języku angielskim w tłumaczeniu Marka Kaźmierskiego. Publikował m.in. w „Gazecie Wyborczej”, „Odrze”, „Opcjach”, „Kresach”, „Frazie”, „Red.”, „Portrecie”, „Wyspie”, „Arteriach”, „Wakacie”, „Cegle”, „Szafie”, „Przystani!” Biura Literackiego i w antologiach.

## Twórczość
Poezja
- arkusz Przymiarki (Biuro Literackie, Wrocław 2009, ISBN 978-83-62002-68-7)
- Wycieczki osobiste / Code Of Change (OFF Press / Zeszyty Poetyckie, Londyn – Gniezno 2011, przekład na język angielski Marek Kazmierski, ISBN 978-0-9563946-4-4)
- Zachód słońca w K...dołach (Wydawnictwo Kwadratura, seria II, tom 1, Łódź 2016, ISBN 978-83-61680-73-4)
- Wiersze dla kolegów (Wydawnictwo Raymond Q., Skierniewice 2017, ISBN 978-83-947929-2-3)
- Jem mięso (poemat) (Convivo Anna Matysiak, Warszawa 2019, ISBN 978-83-95443-34-3)
- Wiersze dla koleżanek (Oficyna Wydawnicza Własny Sumpt, Justynów 2022, ISBN 978-83-66318-67-0),

Antologie
- Na grani. Antologia młodych łódzkich debiutantów (Stowarzyszenie Pisarzy Polskich Oddział w Łodzi, Poleski Ośrodek Sztuki w Łodzi, Biblioteka „Arterii”, Łódź 2008, redakcja i wybór Przemysław Owczarek, posłowie Kacper Bartczak, ISBN 978-83-88552-61-8)
- Połów. Poetyckie debiuty 2010 (Biuro Literackie, Wrocław 2010, redakcja Roman Honet, ISBN 978-83-62006-29-8)
- Anthologia#2 (OFF Press / Zeszyty Poetyckie, Londyn – Gniezno 2010, redakcja Dawid Jung i Marcin Orliński, ISBN 978-0-9563946-3-7)
- Co piłka robi z człowiekiem? Młodość, futbol i literatura – antologia (Wydawnictwo Miejskie Posnania, Centrum Sztuki Dziecka w Poznaniu, Poznań 2012, redakcja Jerzy Borowczyk i Wojciech Hamerski, ISBN 978-83-7768-061-2)
- Przewodnik po zaminowanym terenie. Helikopter. Antologia tekstów z lat 2011–2015 (Ośrodek Postaw Twórczych, Biuro Festiwalowe IMPART 2016, Wrocław 2016, wybór i opracowanie Krzysztof Śliwka i Marek Śnieciński, ISBN 978-83-91737-34-7)
- Ani ziemia jałowa, ani obiecana / Weder wüstes Land noch gelobtes (Dom Literatury w Lodzi, Stowarzyszenie Pisarzy Polskich Oddział w Łodzi, Łódź 2016, redakcja Rafał Gawin i Maciej Robert, przekład na język niemiecki Bernhard Hartmann i Renate Schmidgall, ISBN 978-83-62733-46-0)